# Hermann Aron
Hermann Aron [a:ron] (ur. 1 października 1845 w Kępnie, zm. 29 sierpnia 1913) – niemiecki naukowiec i elektrotechnik. Znany jako konstruktor jednego z pierwszych liczników energii elektrycznej. Pionier telegrafii bezprzewodowej.